# Bryan Davies
Pour les articles homonymes, voir Davies.
Bryan Davies, baron Davies d'Oldham, (né le 9 novembre 1939) est membre travailliste de la Chambre des lords. Il est whip en chef adjoint du gouvernement à la Chambre des lords de 2003 à 2010 avec le titre de capitaine de la Yeomen of the Guard.

## Jeunesse et éducation
Il fait ses études à la Redditch County High School, Worcestershire, à l'University College de Londres, où il obtient un baccalauréat ès arts en histoire en 1961, à l'Institute of Education (PGCE 1962) et à la London School of Economics, avec un baccalauréat ès sciences en économie en 1968.
Il travaille comme professeur d'histoire à la Latymer School de 1962 à 1965 et comme professeur d'histoire et de sciences sociales à Middlesex Polytechnic, Enfield de 1965 à 1974, période pendant laquelle il est responsable syndical à l'Association nationale des enseignants en et l'enseignement supérieur (NATFHE). Il est membre du Syndicat des transports depuis 1979.

## Carrière politique
Il est député d'Enfield North de février 1974 jusqu'à ce qu'il perde son siège en 1979 au profit du conservateur Tim Eggar. Davies est ensuite député d'Oldham Central et de Royton de 1992 jusqu'à ce que le siège soit aboli par des changements de limites en 1997. Il est battu pour la sélection travailliste dans la nouvelle circonscription d'Oldham West et de Royton par Michael Meacher (alors député sortant de l'ancien siège d'Oldham West). Il s'est également présenté à Central Norfolk en 1966 et Newport West en 1983.
Le 3 octobre 1997, Davies est créé pair à vie en tant que baron Davies d'Oldham, de Broxbourne dans le comté de Hertfordshire. Il quitte la Chambre des lords le 9 juillet 2024.
Il est secrétaire du Parti travailliste parlementaire et du Cabinet fantôme de 1979 à 1992. Il est également membre du Medical Research Council de 1977 à 1979 et préside le Conseil de financement de la formation continue de 1998 à 2000. En 2006, il est nommé au Conseil privé.